# 珍珠箣柊
珍珠箣柊（学名：Scolopia henryi）为大风子科箣柊属下的一个种。